# 玉溪街道
玉溪街道，是中华人民共和国四川省内江市市中区下辖的一个乡镇级行政单位。

## 行政区划
玉溪街道下辖以下地区：
翔龙社区、新华路社区、晏家湾社区、玉溪社区和脚盆田社区。